# HD 4301
HD 4301，又名BD-05 120，SAO 128935、HR 201，是一颗恒星，视星等为6.15，位于銀經119，銀緯-67.46，其B1900.0坐标为赤經0h 40m 18.6s，赤緯-5° -67.46′ 38″。